# Хазянг

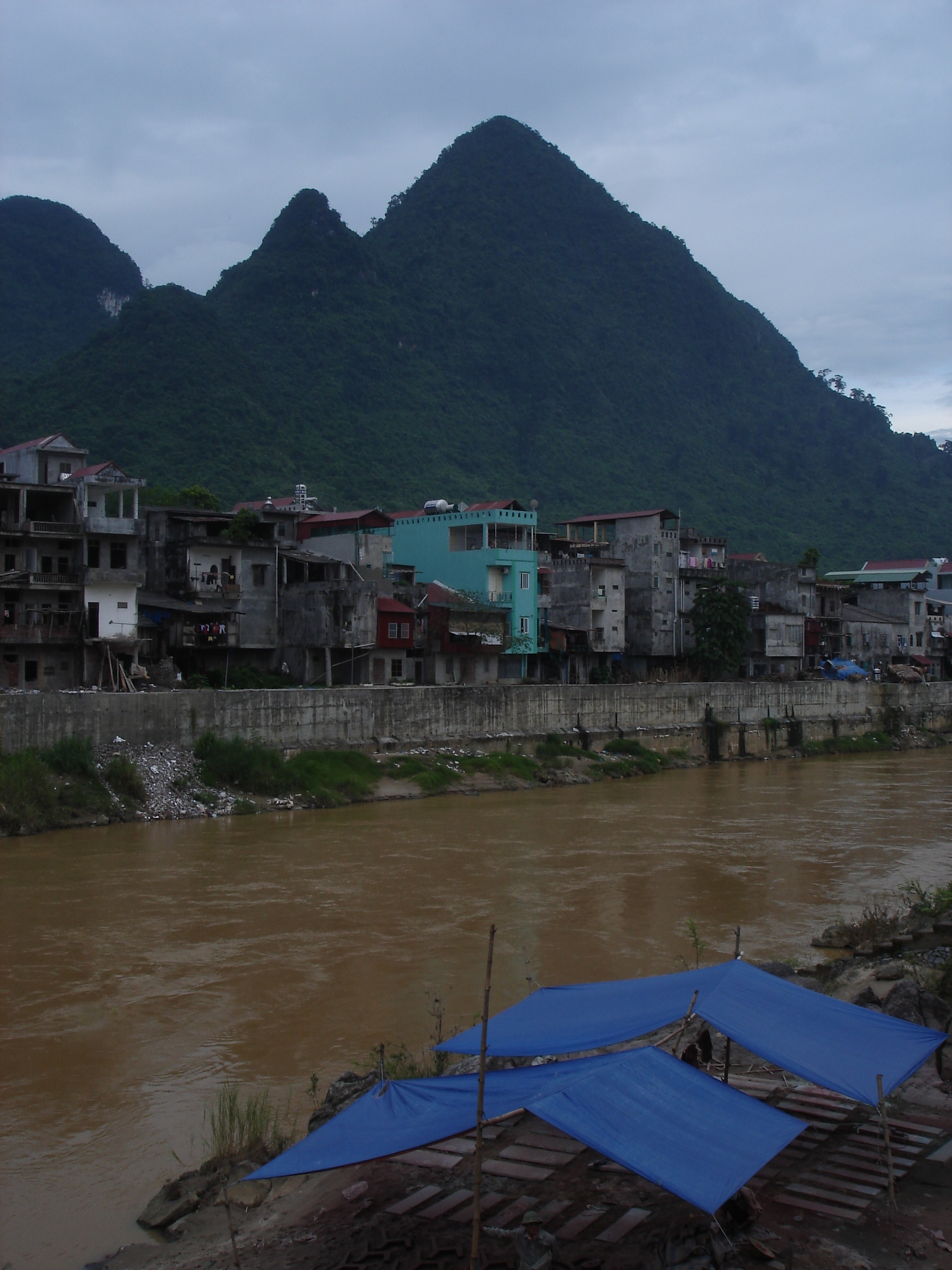
Хазянг

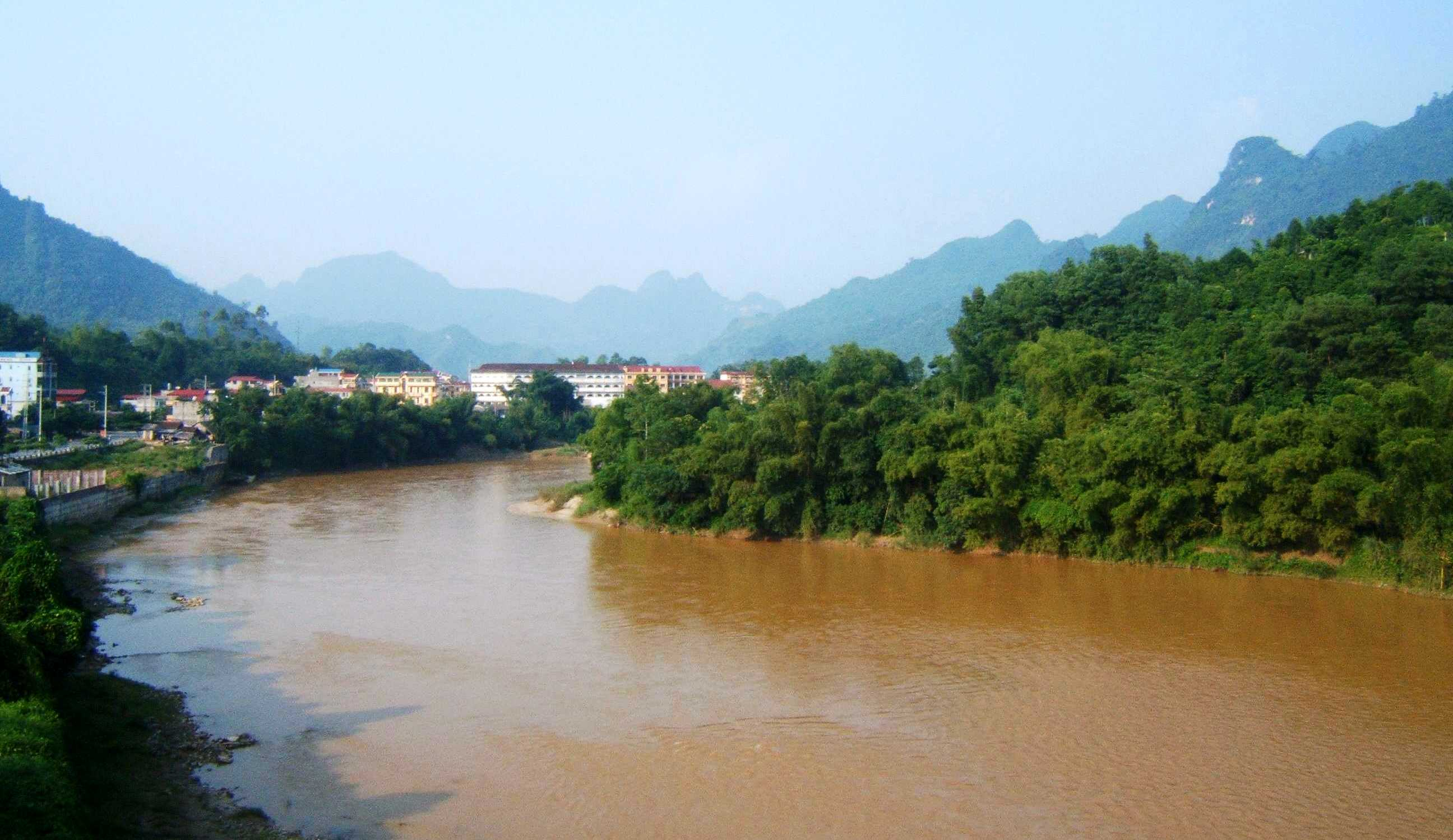
Річка Ло, що тече через південну частину міста

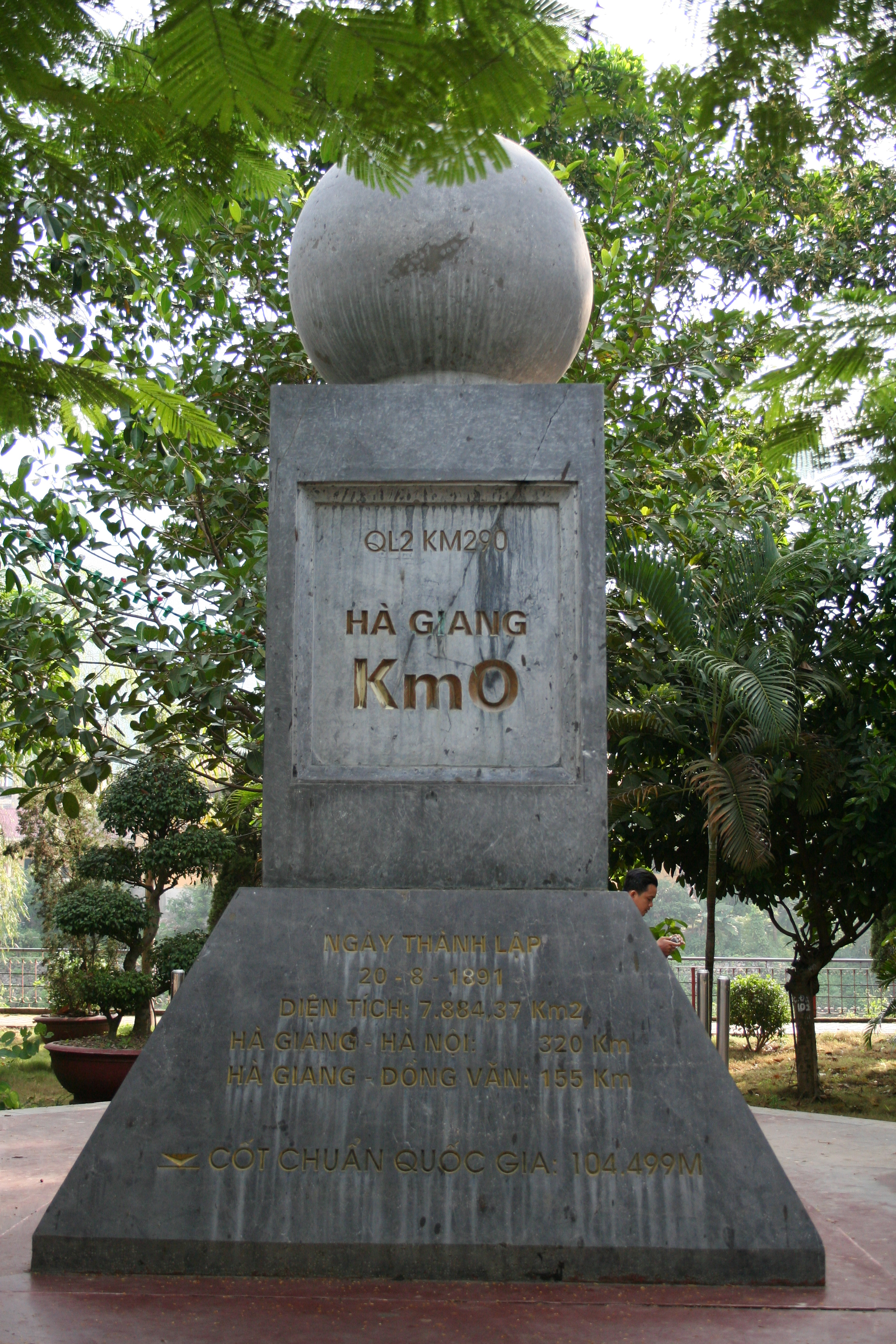
Колона "Нульовий кілометр дороги"

Хазя́нг (в'єт. Hà Giangслухатиⓘ) — місто, розташоване на берегах річки Ло на півночі В'єтнаму, адміністративний центр одноіменної провінції. Місто має площу 135,33 км2 і населення 55 559 жителів. Населення складається з 22 різних етнічних груп, з яких 55,7% припадає на кінь і тай.

## Назва
Назва походить від двох китайських слів кит.: 河 та кит.: 江 (читається Hé Jiāng), що означають одне й те саме, — "річка". 

## Історія
До 19 століття поселення Вісуєн (Vị Xuyên) на південь від Хазянгу (河楊), було головним ринковим містом у цьому регіоні. За часів династії Нгуєн місто Хазянг стало збільшуватися у розмірі, і у 1842 році було включено до провінції Туєнкуанг. Після 1886 року місто стає важливим французьким військовим форпостом.
12 серпня 1991 року провінцію Хазянг було відновлено та відокремлено від провінції Туєнкуанг, вслід за чим 27 вересня 2010 року Хазянг офіційно отримав статус адміністративного центру провінції Хазянг.

## Економіка
На сектор послуг припадає значна частка (55%) обсягу виробництва міста Хазянг, на промисловий і будівельний сектори припадає 20,2% (у 2003 р. ). ВВП на душу населення становить 1400 доларів США.

## Клімат
Як і більша частина північного В’єтнаму, Хазянг має сухий зимовий вологий субтропічний клімат («Cwa» по Кеппену).
| Клімат Хазянгу                             | Клімат Хазянгу | Клімат Хазянгу | Клімат Хазянгу | Клімат Хазянгу | Клімат Хазянгу | Клімат Хазянгу | Клімат Хазянгу | Клімат Хазянгу | Клімат Хазянгу | Клімат Хазянгу | Клімат Хазянгу | Клімат Хазянгу | Клімат Хазянгу |
| Показник                                   | Січ.           | Лют.           | Бер.           | Квіт.          | Трав.          | Черв.          | Лип.           | Серп.          | Вер.           | Жовт.          | Лист.          | Груд.          | Рік            |
| Абсолютний максимум, °C                    | 30,3           | 33,4           | 35,3           | 38,3           | 40,1           | 38,8           | 39,5           | 40,7           | 38,4           | 35,1           | 33,5           | 31,1           | 40,7           |
| Середній максимум, °C                      | 19,5           | 21,1           | 24,3           | 28,3           | 31,5           | 32,3           | 32,6           | 32,8           | 31,8           | 28,9           | 25,3           | 21,6           | 27,5           |
| Середня температура, °C                    | 15,6           | 17,2           | 20,4           | 24,1           | 26,7           | 27,7           | 27,8           | 27,6           | 26,5           | 23,9           | 20,3           | 16,9           | 22,9           |
| Середній мінімум, °C                       | 13,3           | 14,9           | 17,9           | 21,2           | 23,4           | 24,6           | 24,7           | 24,5           | 23,3           | 21,0           | 17,2           | 14,0           | 20,0           |
| Абсолютний мінімум, °C                     | 1,5            | 4,9            | 5,4            | 10,0           | 15,2           | 17,3           | 20,1           | 20,3           | 14,3           | 9,8            | 6,5            | 2,0            | 1,5            |
| Середня кількість сонячних годин на місяць | 54,9           | 56,4           | 68,0           | 107,6          | 158,0          | 132,5          | 156,5          | 172,1          | 161,4          | 124,8          | 108,8          | 88,9           | 1391,0         |
| Норма опадів, мм                           | 40.1           | 38.8           | 64.6           | 106.2          | 294.6          | 430.2          | 545.3          | 414.7          | 240.9          | 153.6          | 84.1           | 42.2           | 2455.4         |
| Днів з дощем                               | 11,4           | 10,4           | 12,0           | 14,8           | 17,9           | 20,8           | 24,1           | 21,5           | 15,6           | 13,5           | 10,1           | 8,3            | 180,3          |
| Вологість повітря, %                       | 84.9           | 83.9           | 82.8           | 81.8           | 80.5           | 84.5           | 85.9           | 85.7           | 84.2           | 84.0           | 84.1           | 84.0           | 83.8           |
| ------------------------------------------ | -------------- | -------------- | -------------- | -------------- | -------------- | -------------- | -------------- | -------------- | -------------- | -------------- | -------------- | -------------- | -------------- |